# Sarcophaga mimobrevicornis
Sarcophaga mimobrevicornis är en tvåvingeart som beskrevs av Sugiyama, Shinonaga och Tadao Kano 1990. Sarcophaga mimobrevicornis ingår i släktet Sarcophaga och familjen köttflugor. Inga underarter finns listade i Catalogue of Life.